# Gandalla
|  | Per a altres significats, vegeu «Reseda lutea». |

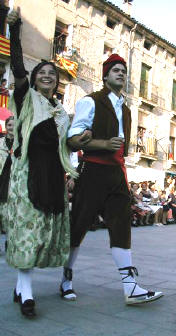
Noia del Ripollès amb una gandalla, també porta mitenes tradicionals.

La gandalla o barriola és una lligadura de malla de seda o d'un altre fil fi amb què es recollien els cabells les dones i en algunes èpoques els homes. Sembla que va poder ésser molt emprada a Catalunya durant a la baixa edat mitjana, època a la qual el cap i la seva ornamentació tenien una gran importància. Eren peces luxoses que es treballaven amb agulles, de vegades amb fil d'argent o d'or. Per exemple, se sap pels seus respectius inventaris que en Pere de Coromines en tenia quatre, tres de seda fina i una de fil trenat d'or; que en Jaume Duran en tenia una treballada amb or i que en Jofre Cardona en tenia una de seda verda i or, tan valuosa que la guardava en una capsa de carei. Més llarga o més curta, més rica o més humil, segons l'economia de cada casa, era una peça molt habitual, i indispensable a les festes majors. Més tard esdevindria una peça utilitzada pels bandolers, i de fet, el mot gandaia, que deriva de gandalla, s'usava al llenguatge col·loquial valencià dels segles xvii al xix com a sinònim de dropo.
Hom l'usa encara en el vestit pagès tradicional d'algunes comarques catalanes, com el Pla d'Urgell, el Camp de Tarragona i la Ribera d'Ebre.
Cal no confondre-la amb el ret, la bossa de malla que, des del segle xviii pertany al vestit popular català com a complement de les dones.